# Sench Astier (Dordonya)
Sench Astier (en francès Saint-Astier) és un municipi francès situat al departament de la Dordonya i a la regió de la Nova Aquitània.

## Demografia
| 1962                                       | 1968  | 1975  | 1982  | 1990  | 1999  | 2007  |
| ------------------------------------------ | ----- | ----- | ----- | ----- | ----- | ----- |
| 4.256                                      | 4.052 | 4.093 | 4.416 | 4.780 | 5.091 | 5.329 |
| Des de 1962: població sense dobles comptes |       |       |       |       |       |       |

## Administració
| Període   | Identitat         | Partit |
| --------- | ----------------- | ------ |
| 1953-1956 | Léopold Delbary   |        |
| 1956-1959 | Louis Guichard    |        |
| 1959-1977 | Raymond Dupuy     |        |
| 1977-     | Jacques Monmarson | PS     |